# Live Without Your Love
Singles par Calvin Harris
I'm Not Alone 2019
(2019) Over Now
(2020)
Singles par Steve Lacy
Black Qualls
(2020)
Clip vidéo
[vidéo] « Live Without Your Love », sur YouTube
Live Without Your Love est une chanson du disc jockey britannique Calvin Harris, sous le pseudonyme Love Regenerator, et du chanteur américain Steve Lacy, sortie en single le 17 juillet 2020 chez Columbia Records. Elle est écrite par Calvin Harris, Steve Lacy et Jesse Boykins III. Calvin Harris a également produit la chanson.
La chanson a notamment atteint la première place du classement ARIA Club Tracks australien, la deuxième place du classement dance de l'Ultratop flamand en Belgique, la 26e place du classement Billboard Hot Dance/Electronic Songs américain ainsi que la 46e place en Écosse et la 75e place au Royaume-Uni.

## Historique et contexte
Au début de 2020, Calvin Harris sort quatre EP sous l'alias « Love Regenerator », s'inspirant de la musique house et de la techno des années 1990, expliquant : « J'ai voulu redécouvrir la façon dont j'ai commencé à produire de la musique il y a 22 ans avant même de penser à la façon dont elle pourrait être perçue d'un regard extérieur ». 
Il sort ensuite le single inspiré de la house music des années 1990 Live Without Your Love le 17 juillet 2020, toujours sous l'alias « Love Regenerator » et collabore avec Steve Lacy, guitariste et chanteur du groupe The Internet,.

## Liste de titres
| 1. | Live Without Your Love (Love Regenerator x Steve Lacy) | 3:25 |

## Crédits
Crédits provenant de Tidal .
- Adam Wiles (Calvin Harris) – production, interprète associé, écriture, composition
- Steve Lacy – écriture, composition, interprète associé
- Jesse Boykins III – écriture, composition
- Andy MacDougall – ingénieur du mastering
- Chris Allen – ingénieur du mixage

## Classements
| Classement (2020)                       | Meilleure position |
| --------------------------------------- | ------------------ |
| Australie (ARIA Club Tracks)            | 1                  |
| Belgique (Flandre Ultratip 100)         | 15                 |
| Belgique (Flandre Ultratop 50 Dance)    | 2                  |
| Belgique (Wallonie Ultratip 50)         | Tip                |
| Belgique (Wallonie Ultratop 50 Dance)   | 49                 |
| Costa Rica (Monitor Latino Anglo)       | 11                 |
| Écosse (OCC)                            | 46                 |
| États-Unis (Hot Dance/Electronic Songs) | 26                 |
| États-Unis (Dance/Mix Show Airplay)     | 7                  |
| Royaume-Uni (UK Singles Chart)          | 75                 |
| Royaume-Uni (UK Dance Chart)            | 21                 |
| Royaume-Uni (UK Download Chart)         | 41                 |
| Salvador (Monitor Latino Anglo)         | 11                 |

| Classement (2020)                 | Position |
| --------------------------------- | -------- |
| Belgique (Flandre Ultratop Dance) | 12       |

## Historique de sortie
| Région | Date              | Format                       | Label(s) | Ref.  |
| ------ | ----------------- | ---------------------------- | -------- | ----- |
| Divers | 17 juillet 2020   | - Téléchargement - streaming | Columbia | [ 4 ] |
| Divers | 25 septembre 2020 | Maxi 45 tours                | Columbia | [ 4 ] |